# Ottokar Hahn
Ottokar Wilhelm Hahn (* 4. November 1934 in Berlin; † 25. Mai 2020) war ein deutscher Politiker (SPD). Er wirkte unter anderem als Minister des Saarlandes.

## Leben
Ottokar Hahn legte nach dem Besuch eines Gymnasiums sein Abitur 1955 in Berlin ab und studierte anschließend von 1955 bis 1959 Recht und Volkswirtschaft an der Freien Universität Berlin sowie der Universität zu Köln. Seine juristischen Staatsexamen legte er 1959 und 1963 in Berlin ab. 1965 wurde er in Köln mit der Schrift Die Besteuerung der Stiftungen promoviert. Die Arbeit erschien 1976 in zweiter Auflage. Von 1963 bis 1972 war Hahn für die Kreditanstalt für Wiederaufbau tätig, danach für das Kabinett für Wirtschaft und Finanzen der Europäischen Gemeinschaft. Von 1980 bis 1985 arbeitete er als Direktor für Kredite und Investitionen der Kommission der Europäischen Gemeinschaft.

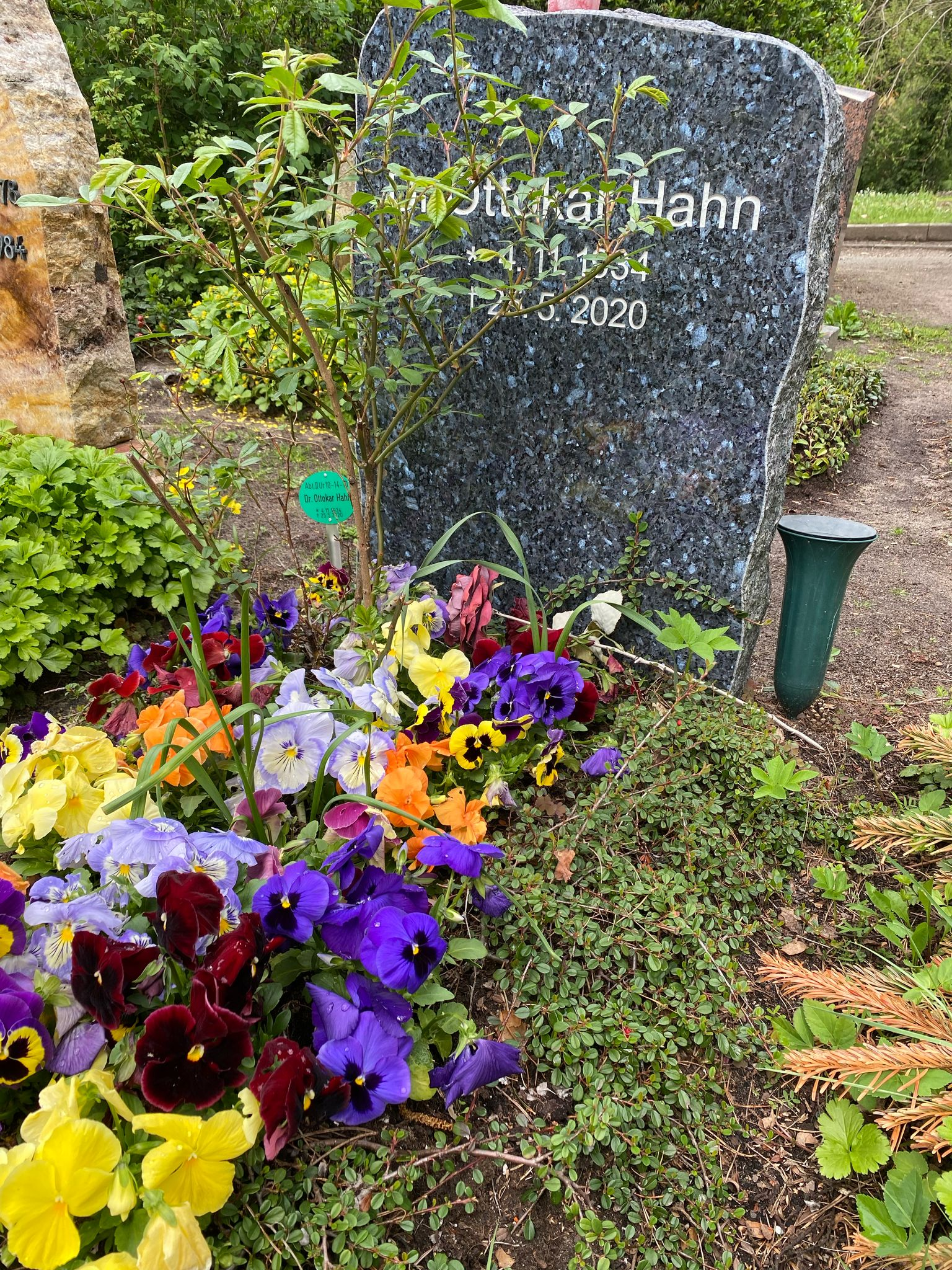
Grabstätte auf dem Friedhof Heerstraße

In den Jahren 1985 bis 1990 gehörte er dem ersten Kabinett des saarländischen Ministerpräsidenten Oskar Lafontaine als Minister für Bundesangelegenheiten und besondere Aufgaben an und lebte in Saarbrücken. Er war außerdem ab 1985 Bevollmächtigter des Saarlandes beim Bund. Danach war Hahn als Sonderberater der EU-Kommission tätig (1990–1996) tätig und leitete als Botschafter die Delegation der Europäischen Union in Russland (1996–1999). Von 2002 bis 2007 arbeitete er für die Wirtschaftskanzlei White & Case, seit 2007 gehörte er der Anwaltssozietät Salans LLP an. Hahn war Mitglied des Aufsichtsrates bei Vallourec & Mannesmann Deutschland GmbH sowie bei der Saarländischen Investitionskreditbank (SIKB), der Belzer-Dowidat GmbH in Wuppertal und der Thermoplast und Apparatebau GmbH in Idstein. Er gehörte zudem dem Verwaltungsrat der DG-Bank an. Ehrenamtlich war er Vorstand des europäischen Freundeskreises des Julius Stern Instituts in Berlin zur Förderung musikalisch hochbegabter Kinder.
Hahn war evangelisch, ab 1964 verheiratet mit Petra Hahn, geborene Schmoll, und hatte drei Kinder (Carsten, Anke und Silke). Seine letzte Ruhestätte fand er auf dem Berliner Friedhof Heerstraße.

## Auszeichnungen
- 1989: Großes Goldenes Ehrenzeichen für Verdienste um die Republik Österreich[1]
- 2016: Bundesverdienstkreuz am Bande